# Дженкинс (город, Миннесота)
Дженкинс (англ. Jenkins) — город в округе Кроу-Уинг, штат Миннесота, США. На площади 11,1 км² (11 км² — суша, 0,1 км² — вода), согласно переписи 2002 года, проживают 287 человек. Плотность населения составляет 26,1 чел./км².
- Телефонный код города — 218
- Почтовый индекс — 56456, 56472
- FIPS-код города — 27-31832[1]
- GNIS-идентификатор — 0645619[2]